# Setra S 316 UL
De Setra S 316 UL is een bustype dat zowel geschikt is als streekbus als voor tourvervoer.

## Beschrijving
Dit bustype is geproduceerd door de Duitse busfabrikant Setra. De UL in de benaming staat voor Überlandbus, wat weer streekbus betekent. De bus heeft geen verlaagde vloer, waardoor er treden nodig zijn en mindervalide mensen moeilijker de bus in kunnen. De bus is eind 2002 vervangen door de S 416 UL. Dit type model heeft twee uitvoeringen, de uitvoering met een front voor openbaar vervoer en de uitvoering met een front voor toerisme (GT-versie).
Dit model bus wordt veelal in Duitsland ingezet bij zowel openbaarvervoerbedrijven als touringcarbedrijven. Maar er zijn ook enkele exemplaren geëxporteerd naar onder andere Nederland, Frankrijk en Zweden.

## Inzet
| Land      | Bedrijf         | Aantal | Serie  | Inzet                          | Opmerking |
| --------- | --------------- | ------ | ------ | ------------------------------ | --------- |
| Luxemburg | Voyages Schiltz | 1      | MU8414 | Luxemburg                      | GT-versie |
| Luxemburg | Voyages Unsen   | 1      | VU4007 | Luxemburg                      | GT-versie |
| Luxemburg | Voyages Wagener | 1      | WV2024 | Luxemburg                      | GT-versie |
| Nederland | BBA Tours       | 1      | 172    | Tourvervoer/versterkingsritten |           |

## Verwante bustypen

### Hoge vloer
- Setra S 313 UL - 10 meteruitvoering (2 assen)
- Setra S 315 UL - 12 meteruitvoering (2 assen)
- Setra S 317 UL - 14 meteruitvoering (3 assen)
- Setra S 319 UL - 15 meteruitvoering (3 assen)

### Lage vloer
- Setra S 300 NC - 12 meteruitvoering (2 assen)
- Setra S 315 NF - 12 meteruitvoering (2 assen)
- Setra S 319 NF - 13 meteruitvoering (2 assen)

### Andere modellen
- Setra S 315 H - 12 meter semitour-uitvoering (2 assen)
- Setra SG 321 UL - 18 meter gelede-uitvoering (3 assen)